# Sven Fornling
Sven Fornling, född 8 december 1988 i Malmö, är en svensk revisor och proffsboxare, som tillhör det Hamburg- och Berlin baserade boxningsstallet Erol Ceylan Boxpromotion.

## Amatörkarriären
Sven Fornling är uppväxt och började boxas som tioåring i Sofielund i Malmö. Som 15-åring gick han sina första matcher. 17 år gammal blev han sydsvensk mästare. Han vann som senior två SM-silver (2011 förlust mot Demba Dumbuya och 2012 förlust mot Hampus Henriksson) och två brons (2009 och 2010) samt blev 2012 sydsvensk mästare som amatör i sina 22 seniormatcher för Winning Boxing Club.

## Proffskarriären
Sven Fornling blev professionell i november 2013 och har 15 segrar, därav 7 på knockout, och en förlust som kom mot Jevgenij Makhtejenko, som knockade Fornling i Kassel 4 juni 2016. 
Fornling vann 15 december 2018 i Hamburg VM-matchen mot tysk-armeniern Karo Murat om IBO-titeln i lätt tungvikt (79,4 kg). Fornling skulle ha mött Murat om IBO-titeln redan 15 september, men matchen ställdes in då Murat var skadad och inte kunde försvara sin titel på det fastställda matchdatumet.
Sven Fornling har sedan tidigare den svenska titeln då han 2016 besegrade Naim Terbunja samt IBFs Baltic sea titeln.

## Privatliv
Sven Fornling är utbildad revisor och jobbar heltid med bokföring på en revisionsbyrå i Malmö.